# آرچیبالد واردن
آرچیبالد واردن (انگلیسی: Archibald Warden; ۱۱ مهٔ ۱۸۶۹ – ۷ اکتبر ۱۹۴۳) تنیس‌باز اهل بریتانیا بود.